# Fussball Club Südtirol 2023-2024
Questa voce raccoglie le informazioni riguardanti il Fussball Club Südtirol nelle competizioni ufficiali della stagione 2023-2024.

## Stagione
Dopo aver concluso la stagione d'esordio in Serie B andando oltre le aspettative iniziali, col raggiungimento dei play-off promozione per la Serie A, il tecnico Pierpaolo Bisoli prolunga il contratto col Südtirol fino al 2025. Al suo fianco come secondo, dopo la partenza di Leandro Greco alla volta dell'Olbia e il passaggio di Mattia Marchi alle giovanili biancorosse, viene ingaggiato Nicolò Cherubin.
La rosa vede un deciso rimpasto soprattutto in difesa, con l'addio di tre giocatori chiave come Giovanni Zaro, Marco Curto e Filippo De Col; finisce altresì il rapporto con il "perno" di centrocampo Luca Belardinelli, che rientra all'Empoli per fine prestito, essendosi peraltro gravemente infortunato sul finire della stagione precedente. Viene riconfermata l'ossatura costituita dal capitano Fabian Tait e dai "senatori" Giacomo Poluzzi, Kévin Vinetot, Daniele Casiraghi, Matteo Rover e Raphael Odogwu. In entrata si segnalano il ritorno del centrocampista Jérémie Broh (tra i protagonisti della promozione in Serie B), l'innesto di diversi elementi pescati dalla Serie C (quali il centrocampista Lorenzo Lonardi e l'attaccante Silvio Merkaj) e ulteriori prestiti di giovani di prospettiva tesserati per club di Serie A. Viene inoltre promosso dalle giovanili il centrocampista classe 2005 Raphael Kofler, che firma il suo primo contratto professionistico; durante la stagione, essenzialmente a causa di alcune defezioni, viene portato all'esordio anche il centrocampista dell'under-19 Amney Moutassime.
L'esordio ufficiale avviene in Coppa Italia con l'eliminazione ai trentaduesimi per mano della Sampdoria ai calci di rigore; in campionato la squadra parte bene, trascinata in particolare dalla vena realizzativa di Daniele Casiraghi, ma palesa presto limiti difensivi e a centrocampo, aggravati altresì da infortuni "di peso" quali quelli occorsi a Rover e Odogwu. Dalla fine di ottobre i biancorossi incappano così in una serie di sconfitte e si avvicinano alla zona playout: il 4 dicembre la società decide quindi di esonerare Pierpaolo Bisoli e di sostituirlo col tecnico della Primavera 2, l'italo-svizzero Federico Valente, adducendo a motivo una crescente disunione nello spogliatoio. Tuttavia nell'immediato la scelta non inverte la rotta (al netto di una vittoria di prestigio contro il Venezia) e il Südtirol chiude il girone d'andata in 15ª posizione, a pari punti col Lecco.
Nel calciomercato invernale si interviene per venire incontro alle esigenze di Valente, che dal 4-4-2 di Bisoli prova a passare a un 3-5-1-1 con Casiraghi alle spalle della prima punta (tipicamente Odogwu o Merkaj) e in difesa Masiello proteso verso destra e Davi sulla sinistra: nel reparto arretrato vengono ceduti Giuseppe Cuomo, Luca Ghiringhelli e Cristian Shiba (poco impiegati e non sufficientemente convincenti alla prova del campo), mentre arrivano Filippo Scaglia e il rientrante Hamza El Kaouakibi. A centrocampo i movimenti sono praticamente solo in entrata: tra gli ingaggi spiccano quelli di Jasmin Kurtic, che torna in Serie B dopo 12 anni, e di Tommaso Arrigoni. Le scelte si rivelano produttive e il Südtirol progressivamente stacca la zona playout: si segnalano in tal senso le marcature decisive del capitano Fabian Tait negli scontri con Lecco e Sampdoria, che vede i biancorossi per la prima volta uscire vittoriosi dallo stadio Luigi Ferraris. Il 1º maggio, grazie alla vittoria per 4-3 sulla Ternana, i biancorossi centrano la salvezza con due giornate d'anticipo sulla fine della stagione regolare. Il successivo pareggio per 2-2 col Pisa, per contro, impedisce l'aggancio alla zona play-off.

## Divise e sponsor
La divisa interna è su base bianca, segnata su spalle e parte bassa da un motivo a striature rosse irregolari, che connota anche l'orlo dei calzoncini (parimenti bianchi); i bordimanica e il girocollo sono rossi, tinta con la quale vengono pure apposte le personalizzazioni. I calzettoni sono bianchi con inserti rossi e grigi.
Sul completo di cortesia torna invece a dominare, dopo sei anni, il rosso, che sulla maglia si declina in un pattern astratto d'ispirazione camouflage (con inserti a pallini), abbracciante quattro tonalita, con la sola licenza di un inserto nero sul girocollo. Monocromi sul granata sono invece i calzoncini e i calzettoni, con inserti ton-sur-ton. Le personalizzazioni sono bianche.
Il fornitore tecnico è Mizuno, gli sponsor di maglia (in ordine di importanza) sono IDM Alto Adige (tramite il "marchio ombrello" di promozione territoriale Südtirol) e Duka sul torso, TopHaus sul basso dorso, Alperia sulla manica e Ci Gusta sui calzoncini.
| Casa | Trasferta |

## Organigramma societario
Area amministrativa
- Gerhard Comper - Presidente
- Walter Pardatscher - Vicepresidente
- Carlo Costa - Vicepresidente
- Dietmar Pfeifer - Amministratore delegato
- Hans Krapf - Consigliere
- Federico Merola - Consigliere
- Werner Gamper - Consigliere
- Reinhold Eisenstecken - Consigliere e presidente FCD Alto Adige
- Markus Kuntner - Presidente collegio sindacale
- Stefano Parolin - Sindaco
- Hannes Pircher - Sindaco
- Giovanni Polonioli - Commissario alla vigilanza
- Paolo Bravo - Direttore sportivo
- Hannes Fink - Direttore tecnico
- Hannes Fischnaller - Direttore operativo
- Gianluca Leonardi - Responsabile amministrativo
- Verena Pattis - Segreteria organizzativa
- Alessia Prada - Area amministrativa
- Daniele Magagnin - Responsabile comunicazione
- Manuel Insam - Responsabile comunicazione
- Christiane Ruedl - Area marketing
- Walter Mario Ameli - Area marketing
- Iris Scremin - Grafica e design
- Lorenzo Buzzi - Delegato alla sicurezza, stadio e biglietteria
- Emilio Bordoni - Responsabile eventi e service liaison officer
- Samuele Donati - Area sportiva
- Alex Schraffl - Responsabile settore giovanile
- Dino Ciresa - Coordinatore tecnico attività di base
- Daniel Ochner - Responsabile scuola calcio
- Marco Insam - Responsabile settore femminile

Area tecnica
- Pierpaolo Bisoli (fino al 4 dicembre 2023), Federico Valente - Allenatore
- Nicolò Cherubin - Allenatore in seconda
- Andrea Arpili - Preparatore atletico
- Danilo Chiodi - Preparatore atletico
- Massimo Marini - Preparatore dei portieri
- Lorenzo Vagnini - Analista video-tattico
- Emiliano Bertoluzza - Team manager

Area sanitaria
- Michael Lanthaler - Medico
- Luca Franzoi - Fisioterapista
- Elia Moretto - Fisioterapista
- Gabriele Vanzetta - Fisioterapista

## Rosa
Aggiornata al 31 gennaio 2024
| N. |                    | Ruolo | Calciatore             |
| -- | ------------------ | ----- | ---------------------- |
| 1  | Italia (bandiera)  | P     | Giacomo Poluzzi        |
| 2  | Italia (bandiera)  | D     | Filippo Scaglia        |
| 3  | Italia (bandiera)  | D     | Andrea Cagnano         |
| 4  | Italia (bandiera)  | C     | Tommaso Arrigoni       |
| 5  | Francia (bandiera) | D     | Kévin Vinetot          |
| 6  | Italia (bandiera)  | D     | Luca Ghiringhelli      |
| 7  | Italia (bandiera)  | C     | Nicholas Siega         |
| 8  | Italia (bandiera)  | C     | Gabriel Lunetta        |
| 8  | Italia (bandiera)  | C     | Alessandro Mallamo     |
| 9  | Italia (bandiera)  | A     | Emanuele Pecorino      |
| 11 | Italia (bandiera)  | A     | Riccardo Ciervo        |
| 12 | Italia (bandiera)  | P     | Giacomo Drago          |
| 14 | Italia (bandiera)  | D     | Giuseppe Cuomo         |
| 15 | Italia (bandiera)  | C     | Jérémie Broh           |
| 17 | Italia (bandiera)  | C     | Daniele Casiraghi      |
| 18 | Italia (bandiera)  | A     | Matteo Rover           |
| 20 | Italia (bandiera)  | A     | Luis Buzi              |
| 21 | Italia (bandiera)  | C     | Fabian Tait (capitano) |
| 22 | Italia (bandiera)  | P     | Stefan Alex Dregan     |

| N. |                     | Ruolo | Calciatore           |
| -- | ------------------- | ----- | -------------------- |
| 23 | Italia (bandiera)   | A     | Nicola Rauti         |
| 24 | Italia (bandiera)   | D     | Simone Davi          |
| 26 | Italia (bandiera)   | C     | Andrea Cisco         |
| 27 | Albania (bandiera)  | D     | Cristian Shiba       |
| 27 | Slovenia (bandiera) | C     | Jasmin Kurtic        |
| 28 | Italia (bandiera)   | D     | Raphael Kofler       |
| 29 | Italia (bandiera)   | P     | Jonas Arlanch        |
| 30 | Italia (bandiera)   | D     | Andrea Giorgini      |
| 33 | Albania (bandiera)  | A     | Silvio Merkaj        |
| 42 | Belgio (bandiera)   | C     | Daouda Peeters       |
| 55 | Italia (bandiera)   | D     | Andrea Masiello      |
| 70 | Italia (bandiera)   | C     | Amney Moutassime     |
| 77 | Italia (bandiera)   | C     | Lorenzo Lonardi      |
| 79 | Italia (bandiera)   | C     | Salvatore Molina     |
| 90 | Italia (bandiera)   | A     | Raphael Odogwu       |
| 94 | Marocco (bandiera)  | D     | Hamza El Kaouakibi   |
|    | Italia (bandiera)   | D     | Filippo Berra        |
|    | Italia (bandiera)   | C     | Francesco Di Tacchio |
|    | Italia (bandiera)   | A     | Mirko Carretta       |

## Calciomercato

### Sessione estiva(dall'1/7 all'1/9)
| Acquisti         | Acquisti             | Acquisti       | Acquisti                                |
| R.               | Nome                 | da             | Modalità                                |
| ---------------- | -------------------- | -------------- | --------------------------------------- |
| P                | Giacomo Drago        | Renate         | definitivo                              |
| D                | Andrea Cagnano       | Como           | definitivo                              |
| D                | Giuseppe Cuomo       | Crotone        | definitivo                              |
| D                | Luca Ghiringhelli    | Ternana        | definitivo                              |
| D                | Cristian Shiba       | Pontedera      | definitivo                              |
| C                | Jérémie Broh         | Palermo        | prestito                                |
| C                | Riccardo Ciervo      | Sassuolo       | prestito                                |
| C                | Andrea Cisco         | Pisa           | definitivo                              |
| C                | Francesco Di Tacchio | Ternana        | definitivo                              |
| C                | Lorenzo Lonardi      | Virtus Verona  | definitivo                              |
| C                | Daouda Peeters       | Juventus       | prestito                                |
| A                | Silvio Merkaj        | Virtus Entella | definitivo                              |
| A                | Emanuele Pecorino    | Juventus       | prestito                                |
| A                | Nicola Rauti         | Torino         | prestito                                |
| Altre operazioni |                      |                |                                         |
| R.               | Nome                 | da             | Modalità                                |
| D                | Alberto Barison      | Trento         | fine prestito                           |
| D                | Tommaso D'Orazio     | Cosenza        | fine prestito                           |
| D                | Jonas Heinz          | Torres         | fine prestito                           |
| C                | Gabriel Lunetta      | Rijeka         | definitivo previo riscatto del prestito |
| C                | Davide Voltan        | Feralpisalò    | fine prestito                           |
| A                | Francesco Galuppini  | Novara         | fine prestito                           |

| Cessioni         | Cessioni             | Cessioni     | Cessioni                                |
| R.               | Nome                 | a            | Modalità                                |
| ---------------- | -------------------- | ------------ | --------------------------------------- |
| P                | Stefano Minelli      | Cesena       | fine prestito                           |
| D                | Filippo Berra        | Benevento    | definitivo                              |
| D                | Alessandro Celli     | Ternana      | fine prestito                           |
| D                | Marco Curto          | Como         | prestito                                |
| D                | Filippo De Col       | L.R. Vicenza | definitivo                              |
| D                | Giovanni Zaro        | Modena       | definitivo                              |
| C                | Luca Belardinelli    | Empoli       | fine prestito                           |
| C                | Francesco Di Tacchio | Ascoli       | prestito                                |
| C                | Luca Fiordilino      | Venezia      | fine prestito                           |
| C                | Shaka Mawuli         | Arezzo       | prestito                                |
| C                | Marco Moscati        | Lumezzane    | definitivo                              |
| C                | Marco Pompetti       | Inter        | fine prestito                           |
| A                | Mirko Carretta       | Casertana    | definitivo                              |
| A                | Moustapha Cissé      | Atalanta     | fine prestito                           |
| A                | Joaquín Larrivey     | Magallanes   | definitivo                              |
| A                | Simone Mazzocchi     | Atalanta     | fine prestito                           |
| Altre operazioni |                      |              |                                         |
| R.               | Nome                 | a            | Modalità                                |
| D                | Alberto Barison      | Trento       | definitivo                              |
| D                | Tommaso D'Orazio     | Cosenza      | definitivo previo riscatto del prestito |
| D                | Jonas Heinz          | Taranto      | prestito                                |
| C                | Davide Voltan        | Feralpisalò  | definitivo previo riscatto del prestito |
| A                | Francesco Galuppini  | Mantova      | definitivo                              |

### Sessione invernale
| Acquisti         | Acquisti             | Acquisti     | Acquisti                 |
| R.               | Nome                 | da           | Modalità                 |
| ---------------- | -------------------- | ------------ | ------------------------ |
| D                | Hamza El Kaouakibi   | Benevento    | prestito                 |
| D                | Filippo Scaglia      | Como         | definitivo               |
| C                | Tommaso Arrigoni     | Como         | prestito                 |
| C                | Jasmin Kurtic        |              | svincolato               |
| C                | Alessandro Mallamo   | Atalanta U23 | prestito                 |
| C                | Salvatore Molina     |              | svincolato               |
| Altre operazioni |                      |              |                          |
| R.               | Nome                 | da           | Modalità                 |
| D                | Jonas Heinz          | Taranto      | fine prestito anticipata |
| D                | Alessandro Vimercati | Juve Stabia  | definitivo               |

| Cessioni         | Cessioni             | Cessioni     | Cessioni   |
| R.               | Nome                 | a            | Modalità   |
| ---------------- | -------------------- | ------------ | ---------- |
| D                | Giuseppe Cuomo       | L.R. Vicenza | prestito   |
| D                | Luca Ghiringhelli    | SPAL         | prestito   |
| D                | Cristian Shiba       | Recanatese   | prestito   |
| A                | Amney Moutassime     | Villingen    | definitivo |
| Altre operazioni |                      |              |            |
| R.               | Nome                 | da           | Modalità   |
| D                | Jonas Heinz          | Fermana      | prestito   |
| D                | Alessandro Vimercati | Renate       | prestito   |

## Risultati

### Serie B

#### Girone di andata
| Arbitro: | Piccinini (Forlì) |

|                                               |           |                       |
| Casiraghi 32’ (rig.), 50’ (rig.) Odogwu 90+3’ | Marcatori | 8’, 62’ Moro 36’ Reca |

| Arbitro: | Gualtieri (Asti) |

|  |           |                       |
|  | Marcatori | 23’ Odogwu 82’ Merkaj |

| Arbitro: | Gualtieri (Asti) |

|         |           |              |
| Tait 7’ | Marcatori | 79’ Borrelli |

| Arbitro: | Pezzuto (Lecce) |

|                                      |           |                  |
| Merkaj 53’ Casiraghi 64’, 83’ (rig.) | Marcatori | 44’ Pedro Mendes |

| Arbitro: | Santoro (Messina) |

|                            |           |                          |
| Venturi 9’ Mazzocchi 90+9’ | Marcatori | 66’ Casiraghi 75’ Odogwu |

| Arbitro: | Tremolada (Monza) |

|              |           |                        |
| Casasola 22’ | Marcatori | 90+5’ (rig.) Casiraghi |

| Bolzano 26 settembre 2023, ore 20:30 CEST 7ª giornata | Südtirol           | 0 – 0 referto | Modena | Stadio Druso (3 574 spett.)\| Arbitro: \| Bonacina (Bergamo) \| |
| Arbitro:                                              | Bonacina (Bergamo) |               |        |                                                                 |

| Arbitro: | Marcenaro (Genova) |

|                           |           |            |
| Ceccaroni 48’ Aurelio 89’ | Marcatori | 38’ Ciervo |

| Arbitro: | Manganiello (Pinerolo) |

|  |           |              |
|  | Marcatori | 43’ Iemmello |

| Arbitro: | Gualtieri (Asti) |

|  |           |                      |
|  | Marcatori | 83’ (aut.) Ravanelli |

| Arbitro: | Pezzuto (Lecce) |

|                                                  |           |              |
| Odogwu 77’ Casiraghi 90+5’ (rig.) Pecorino 90+9’ | Marcatori | 53’ González |

| Arbitro: | Massimi (Termoli) |

|                         |           |  |
| Bonny 9’ Man 57’ (rig.) | Marcatori |  |

| Arbitro: | Volpi (Arezzo) |

|              |           |                 |
| Pecorino 61’ | Marcatori | 45’, 50’ Valoti |

| Arbitro: | Fourneau (Roma) |

|                             |           |               |
| Pandolfi 24’ Pittarello 66’ | Marcatori | 56’ Casiraghi |

| Arbitro: | Di Marco (Ciampino) |

|  |           |               |
|  | Marcatori | 73’ Abilgaard |

| Arbitro: | Cosso (Reggio Calabria) |

|                                  |           |             |
| Sibilli 25’ (rig.) Di Cesare 71’ | Marcatori | 36’ Vinetot |

| Arbitro: | Tremolada (Monza) |

|                           |           |                                          |
| Gytkjær 13’, 45+3’ (rig.) | Marcatori | 9’ Rauti 52’ Merkaj 76’ (rig.) Casiraghi |

| Arbitro: | Di Bello (Brindisi) |

|                                   |           |                               |
| Masiello 28’ Casiraghi 81’ (rig.) | Marcatori | 2’ Bianco 52’ Girma 77’ Gondo |

| Arbitro: | Monaldi (Macerata) |

|                     |           |               |
| Novakovich 63’, 76’ | Marcatori | 52’ Casiraghi |

#### Girone di ritorno
| Arbitro: | Marcenaro (Genova) |

|               |           |  |
| Casiraghi 76’ | Marcatori |  |

| Arbitro: | Cosso (Reggio Calabria) |

|                     |           |              |
| Borrelli 80’ (rig.) | Marcatori | 65’ Pecorino |

| Arbitro: | Chiffi (Padova) |

|  |           |              |
|  | Marcatori | 78’ Frabotta |

| Arbitro: | Di Marco (Ciampino) |

|                 |           |                         |
| Tait 56’ (aut.) | Marcatori | 45+5’ Tait 78’ Masiello |

| Arbitro: | Minelli (Varese) |

|  |           |                                   |
|  | Marcatori | 12’, 90+3’ Pohjanpalo 81’ Zampano |

| Arbitro: | Zufferli (Udine) |

|                               |           |                        |
| N. Brighenti 31’ Antonini 47’ | Marcatori | 2’ Kurtić 59’ Pecorino |

| Arbitro: | Ferrieri Caputi (Livorno) |

|                      |           |  |
| Casiraghi 60’ (rig.) | Marcatori |  |

| Arbitro: | Camplone (Pescara) |

|                |           |            |
| Pieragnolo 63’ | Marcatori | 72’ Odogwu |

| Arbitro: | Santoro (Messina) |

|            |           |  |
| Tait 90+2’ | Marcatori |  |

| Arbitro: | Di Marco (Ciampino) |

|                      |           |                      |
| Verde 8’, 73’ (rig.) | Marcatori | 32’ (rig.) Casiraghi |

| Arbitro: | Ghersini (Genova) |

|                                  |           |  |
| Odogwu 39’ Ciervo 49’ Merkaj 83’ | Marcatori |  |

| Arbitro: | Piccinini (Forlì) |

|                              |           |  |
| Da Cunha 27’ Gabrielloni 50’ | Marcatori |  |

| Bolzano 6 aprile 2024, ore 14:00 CEST 32ª giornata | Südtirol               | 0 – 0 referto | Parma | Stadio Druso (5 052 spett.)\| Arbitro: \| Marchetti (Ostia Lido) \| |
| Arbitro:                                           | Marchetti (Ostia Lido) |               |       |                                                                     |

| Arbitro: | Ferrieri Caputi (Livorno) |

|  |           |          |
|  | Marcatori | 49’ Tait |

| Bolzano 20 aprile 2024, ore 16:15 CEST 34ª giornata | Südtirol          | 0 – 0 referto | Cittadella | Stadio Druso\| Arbitro: \| Tremolada (Monza) \| |
| Arbitro:                                            | Tremolada (Monza) |               |            |                                                 |

| Arbitro: | Minelli (Varese) |

|          |           |  |
| Zaro 67’ | Marcatori |  |

| Arbitro: | Monaldi (Macerata) |

|                                                     |           |                              |
| Odogwu 9’ Casiraghi 51’ 75’ (rig.) El Kaouakibi 85’ | Marcatori | 23’ Pereiro 33’ 67’ Luperini |

| Arbitro: | Maresca (Napoli) |

|                           |           |                              |
| N. Bonfanti 43’ Moreo 73’ | Marcatori | 53’ Molina 68’ (rig.) Odogwu |

| Arbitro: | Ferrieri Caputi (Livorno) |

|  |           |             |
|  | Marcatori | 64’ Diakité |

### Coppa Italia

#### Turni eliminatori
| Arbitro: | Bonacina (Bergamo) |

|                                                                   |                      |                                                        |
| Léris 17’                                                         | Marcatori            | 45+4’ Casiraghi                                        |
| Stoppa De Luca Pedrola Depaoli Vieira Bereszyński Benedetti Murru | Tiri di rigore 7 – 6 | Merkaj Lonardi Ciervo Cisco Broh S. Davi Tait Masiello |

## Statistiche

### Statistiche di squadra
| Competizione | Punti | In casa | In casa | In casa | In casa | In casa | In casa | In trasferta | In trasferta | In trasferta | In trasferta | In trasferta | In trasferta | Totale | Totale | Totale | Totale | Totale | Totale | DR |
| Competizione | Punti | G       | V       | N       | P       | Gf      | Gs      | G            | V            | N            | P            | Gf           | Gs           | G      | V      | N      | P      | Gf     | Gs     | DR |
| ------------ | ----- | ------- | ------- | ------- | ------- | ------- | ------- | ------------ | ------------ | ------------ | ------------ | ------------ | ------------ | ------ | ------ | ------ | ------ | ------ | ------ | -- |
| Serie B      | 47    | 19      | 7       | 5       | 7       | 23      | 21      | 19           | 5            | 6            | 8            | 23           | 27           | 38     | 12     | 11     | 15     | 46     | 48     | -2 |
| Coppa Italia | -     | 0       | 0       | 0       | 0       | 0       | 0       | 1            | 0            | 1            | 0            | 1            | 1            | 1      | 0      | 1      | 0      | 1      | 1      | 0  |
| Totale       | -     | 19      | 7       | 5       | 7       | 23      | 21      | 20           | 5            | 7            | 8            | 24           | 28           | 39     | 12     | 12     | 15     | 47     | 49     | -2 |

### Andamento in campionato
| Giornata  | 1 | 2 | 3 | 4 | 5 | 6 | 7 | 8 | 9  | 10 | 11 | 12 | 13 | 14 | 15 | 16 | 17 | 18 | 19 | 20 | 21 | 22 | 23 | 24 | 25 | 26 | 27 | 28 | 29 | 30 | 31 | 32 | 33 | 34 | 35 | 36 | 37 | 38 |
| --------- | - | - | - | - | - | - | - | - | -- | -- | -- | -- | -- | -- | -- | -- | -- | -- | -- | -- | -- | -- | -- | -- | -- | -- | -- | -- | -- | -- | -- | -- | -- | -- | -- | -- | -- | -- |
| Luogo     | C | T | C | C | T | T | C | T | C  | T  | C  | T  | C  | T  | C  | T  | T  | C  | T  | C  | T  | C  | T  | C  | T  | C  | T  | C  | T  | C  | T  | C  | T  | C  | T  | C  | T  | C  |
| Risultato | N | V | N | V | N | N | N | P | P  | V  | V  | P  | P  | P  | P  | P  | V  | P  | P  | V  | N  | P  | V  | P  | N  | V  | N  | V  | P  | V  | P  | N  | V  | N  | P  | V  | N  | P  |
| Posizione | 8 | 5 | 6 | 5 | 6 | 7 | 7 | 8 | 10 | 8  | 7  | 8  | 11 | 12 | 14 | 14 | 12 | 14 | 15 | 12 | 13 | 14 | 12 | 14 | 14 | 12 | 12 | 10 | 13 | 9  | 12 | 12 | 11 | 11 | 11 | 9  | 9  | 12 |

Legenda:

Luogo: C = Casa; T = Trasferta. Risultato: V = Vittoria; N = Pareggio; P = Sconfitta.

### Statistiche dei giocatori
In corsivo i giocatori che hanno lasciato la squadra a stagione in corso.
| Giocatore       | Serie B  | Serie B | Serie B     | Serie B    | Coppa Italia | Coppa Italia | Coppa Italia | Coppa Italia | Totale   | Totale | Totale      | Totale     |
| Giocatore       | Presenze | Reti    | Ammonizioni | Espulsioni | Presenze     | Reti         | Ammonizioni  | Espulsioni   | Presenze | Reti   | Ammonizioni | Espulsioni |
| --------------- | -------- | ------- | ----------- | ---------- | ------------ | ------------ | ------------ | ------------ | -------- | ------ | ----------- | ---------- |
| T. Arrigoni     | 17       | 0       | 7           | 0          | 0            | 0            | 0            | 0            | 17       | 0      | 7           | 0          |
| F. Berra        | 0        | 0       | 0           | 0          | 0            | 0            | 0            | 0            | 0        | 0      | 0           | 0          |
| J. Broh         | 17       | 0       | 1           | 0          | 1            | 0            | 0            | 0            | 18       | 0      | 1           | 0          |
| L. Buzi         | 0        | 0       | 0           | 0          | 0            | 0            | 0            | 0            | 0        | 0      | 0           | 0          |
| A. Cagnano      | 22       | 0       | 4           | 0          | 1            | 0            | 0            | 0            | 23       | 0      | 4           | 0          |
| D. Casiraghi    | 36       | 16      | 7           | 0          | 1            | 1            | 0            | 0            | 37       | 17     | 7           | 0          |
| R. Ciervo       | 27       | 2       | 1           | 0          | 1            | 0            | 0            | 0            | 28       | 2      | 1           | 0          |
| A. Cisco        | 18       | 0       | 2           | 0          | 1            | 0            | 0            | 0            | 19       | 0      | 2           | 0          |
| G. Cuomo        | 10       | 0       | 2           | 1          | 1            | 0            | 0            | 0            | 11       | 0      | 2           | 1          |
| S. Davi         | 30       | 0       | 10          | 1          | 1            | 0            | 0            | 0            | 31       | 0      | 10          | 1          |
| F. Di Tacchio   | 0        | 0       | 0           | 0          | 0            | 0            | 0            | 0            | 0        | 0      | 0           | 0          |
| G. Drago        | 1        | -1      | 0           | 0          | 0            | 0            | 0            | 0            | 1        | -1     | 0           | 0          |
| S.A. Dregan     | 0        | 0       | 0           | 0          | 0            | 0            | 0            | 0            | 0        | 0      | 0           | 0          |
| H. El Kaouakibi | 7        | 1       | 1           | 0          | 0            | 0            | 0            | 0            | 7        | 1      | 1           | 0          |
| A. Giorgini     | 32       | 0       | 4           | 0          | 1            | 0            | 1            | 0            | 33       | 0      | 5           | 0          |
| L. Ghiringhelli | 5        | 0       | 2           | 0          | 1            | 0            | 0            | 0            | 6        | 0      | 2           | 0          |
| R. Kofler       | 15       | 0       | 2           | 0          | 1            | 0            | 0            | 0            | 16       | 0      | 2           | 0          |
| J. Kurtic       | 14       | 1       | 2           | 0          | 0            | 0            | 0            | 0            | 14       | 1      | 2           | 0          |
| L. Lonardi      | 14       | 0       | 0           | 0          | 1            | 0            | 0            | 0            | 15       | 0      | 0           | 0          |
| G. Lunetta      | 13       | 0       | 1           | 0          | 0            | 0            | 0            | 0            | 13       | 0      | 1           | 0          |
| A. Mallamo      | 10       | 0       | 2           | 0          | 0            | 0            | 0            | 0            | 10       | 0      | 2           | 0          |
| A. Masiello     | 34       | 2       | 9           | 1          | 1            | 0            | 0            | 0            | 35       | 2      | 9           | 1          |
| S. Merkaj       | 33       | 4       | 5           | 0          | 1            | 0            | 0            | 0            | 34       | 4      | 5           | 0          |
| S. Molina       | 15       | 1       | 1           | 0          | 0            | 0            | 0            | 0            | 15       | 1      | 1           | 0          |
| A. Moutassime   | 2        | 0       | 0           | 0          | 0            | 0            | 0            | 0            | 2        | 0      | 0           | 0          |
| R. Odogwu       | 31       | 8       | 4           | 0          | 1            | 0            | 0            | 0            | 32       | 8      | 4           | 0          |
| E. Pecorino     | 26       | 4       | 3           | 0          | 0            | 0            | 0            | 0            | 26       | 4      | 3           | 0          |
| D. Peeters      | 19       | 0       | 4           | 0          | 0            | 0            | 0            | 0            | 19       | 0      | 4           | 0          |
| G. Poluzzi      | 37       | -47     | 2           | 0          | 1            | -1           | 0            | 0            | 38       | -48    | 2           | 0          |
| N. Rauti        | 24       | 1       | 4           | 0          | 0            | 0            | 0            | 0            | 24       | 1      | 4           | 0          |
| M. Rover        | 18       | 0       | 3           | 0          | 1            | 0            | 1            | 0            | 19       | 0      | 4           | 0          |
| F. Scaglia      | 15       | 0       | 3           | 0          | 0            | 0            | 0            | 0            | 15       | 0      | 3           | 0          |
| N. Siega        | 1        | 0       | 1           | 0          | 0            | 0            | 0            | 0            | 1        | 0      | 1           | 0          |
| C. Shiba        | 0        | 0       | 0           | 0          | 0            | 0            | 0            | 0            | 0        | 0      | 0           | 0          |
| F. Tait         | 34       | 4       | 7           | 0          | 1            | 0            | 0            | 0            | 35       | 4      | 7           | 0          |
| K. Vinetot      | 16       | 1       | 2           | 0          | 0            | 0            | 0            | 0            | 16       | 1      | 2           | 0          |